# Randy Vock
 (mai 2019).
Si vous disposez d'ouvrages ou d'articles de référence ou si vous connaissez des sites web de qualité traitant du thème abordé ici, merci de compléter l'article en donnant les références utiles à sa vérifiabilité et en les liant à la section « Notes et références ».
Randy Vock (né le 1er mars 1994) est un lutteur libre suisse.
Il remporte la médaille de bronze dans la catégorie des moins de 61 kg lors des Championnats d’Europe de 2019 à Bucarest.